# 結城昭二
結城 昭二（ゆうき しょうじ、1950年8月27日 - ）は、日本の元バスケットボール選手である。ポジションはシューター。東京都出身。

## 来歴
バスケットボールの名門校として知られる京北高校で活躍後、中央大学に進学。在学中全日本に選出される。
卒業後は。住友金属に入社。1976年にはモントリオール五輪に出場した。住友でも日本リーグ優勝3回（1973・1974・1977）、オールジャパン 優勝3回（1974・1978・1980）に貢献する。
1981年現役引退。著書に、バスケットバイブル、マイケルジョーダンの最強のテクニック、他
現在はNBA解説者として活躍する一方、全国で普及活動も行っている。